# 아이리시 울프하운드

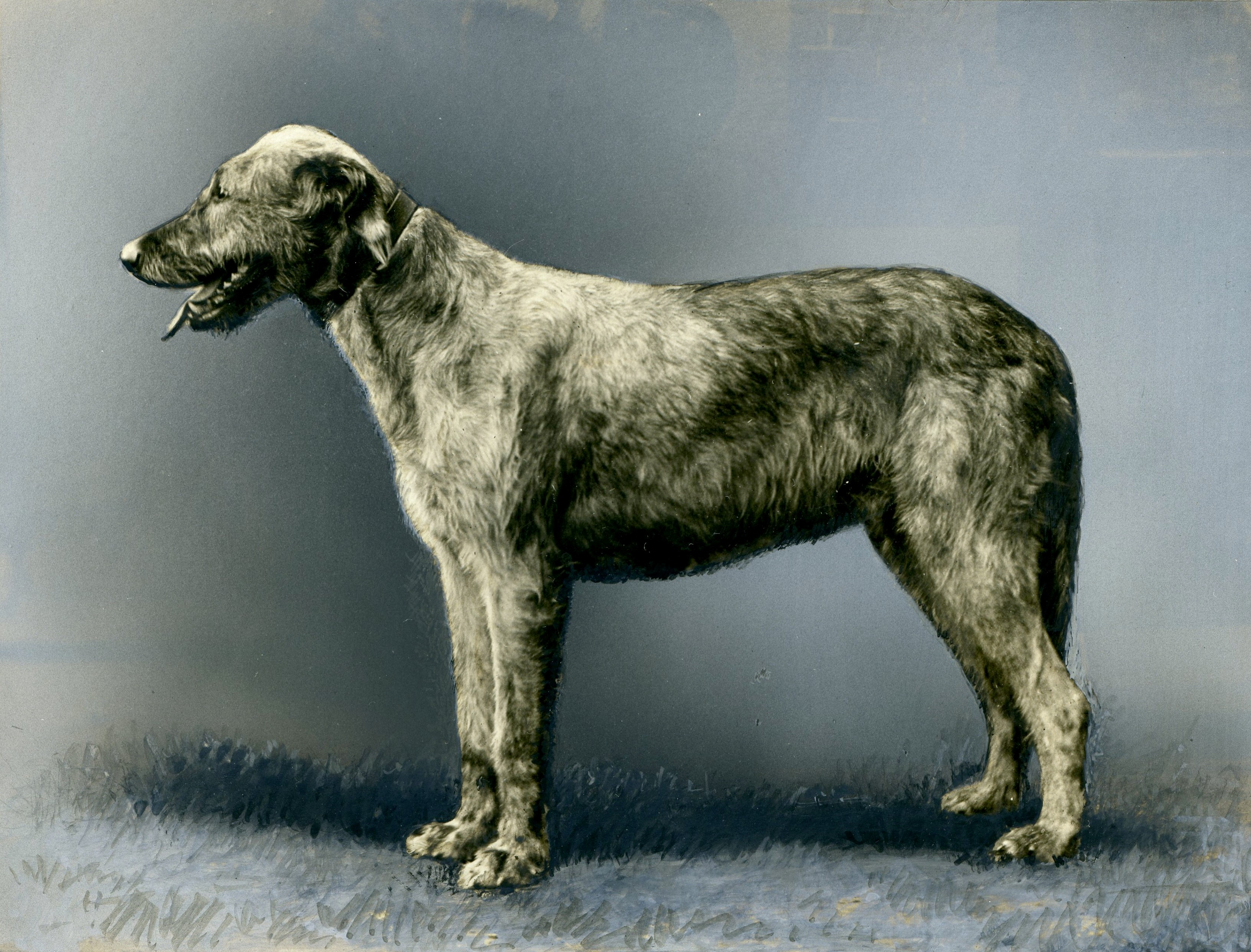
아이리시 울프하운드

아이리시 울프하운드(Irish Wolfhound)는 아일랜드에 있는 큰 사냥개로, 늑대 사냥에 사용되었었다.